# Musée d’Art Haitien

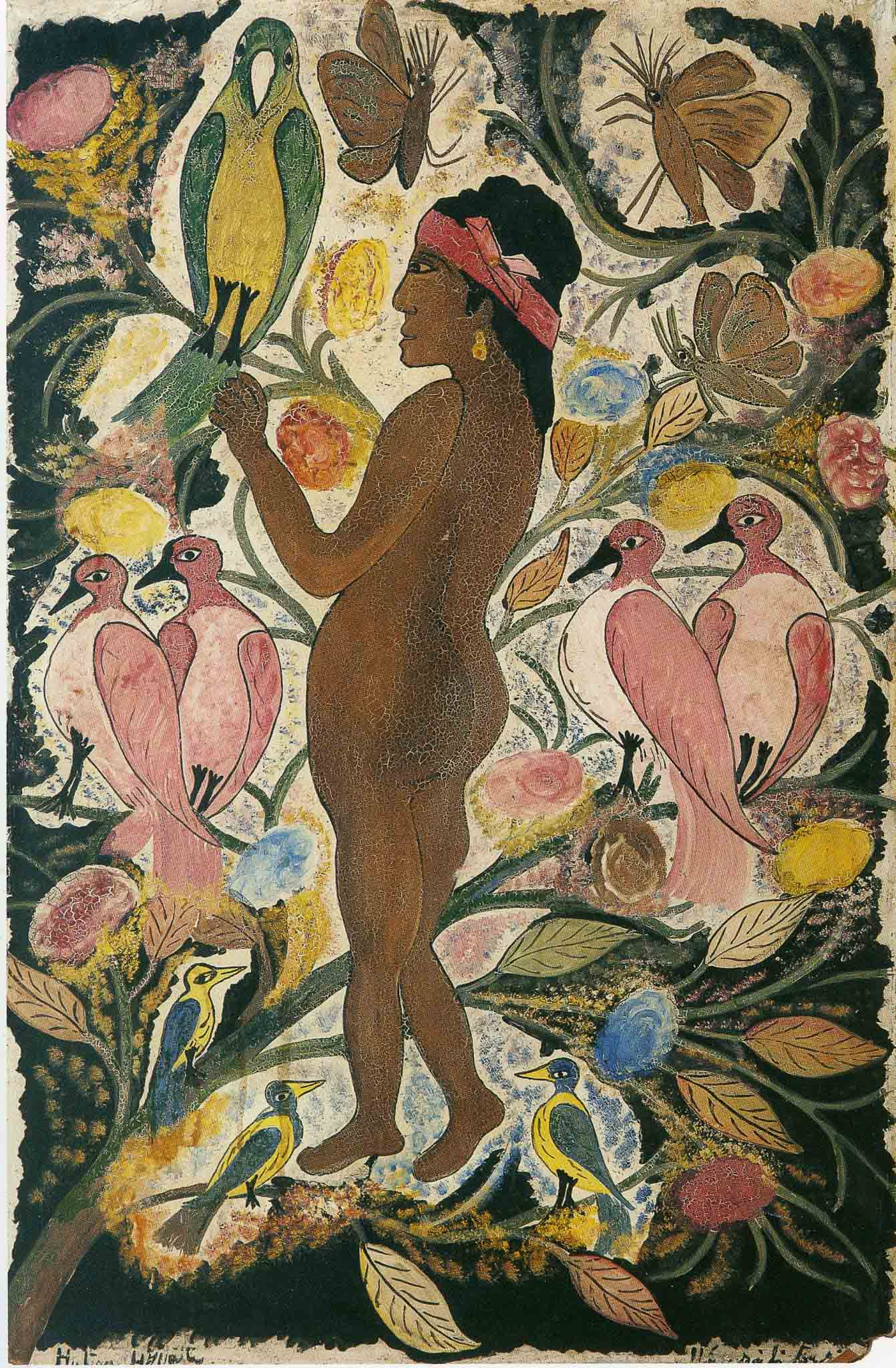
Hector Hyppolite: La femme aux oiseaux im Musée d’Art Haitien

Das Musée d’Art Haitien (deutsch: Museum für haitianische Kunst; vollständige Bezeichnung: Musée d’Art Haïtien du Collège Saint-Pierre) ist ein 1972 erbautes Kunstmuseum im Zentrum der Hauptstadt Port-au-Prince.

## Geschichte
Das Musée d’Art Haitien du Collège St. Pierre wurde am 11. Mai 1972 eröffnet. Es liegt im historischen Zentrum der Stadt Port-au-Prince und wurde mit Hilfe von Alfred Voegeli, Bischof der Episkopalkirche von Haiti, errichtet. Das Gebäude wurde von dem haitianischen Architekten Albert Mangones entworfen. Das Museum ist eine der wenigen Einrichtungen, die haitianische Gemälde des zwanzigsten Jahrhunderts aufbewahren. 
Malerei spielt in Haiti eine wichtige Rolle; durch sie wurde schon vor der Unabhängigkeit von der Sklaverei über den Befreiungskampf bis hin zu den Unsicherheiten der modernen Gesellschaft Geschichte eindrücklich festgehalten. Die Malerei ist ein wichtiger Teil des kulturellen Erbes. 
Im Jahr 2003 bildete sich ein Komitee, das sich der Aufgabe widmete, finanzielle Mittel für eine Sanierung des fast 30 Jahre alten Gebäudes aufzubringen.
Das Musée d’Art Haitien wurde bei dem Erdbeben in Haiti 2010 schwer beschädigt. Praktisch alle Kunstwerke konnten jedoch gerettet werden. Die Ausstellung konnte auch 11 Jahre nach der Katastrophe, im Jahr 2021, noch nicht wieder besichtigt werden. In den Vereinigten Saaten werden Auktionen haitianischer Kunst veranstaltet, deren Erlös dem Museum und seiner Restaurierung dienen.
Das Museum liegt an der Straßenecke Rue Capois / Rue Legitime nur rund 500 Meter vom Gelände des zerstörten Palais National entfernt.

## Ausstellung
Die Sammlung umfasst die bekanntesten Künstler Haitis und einige ihrer bedeutendsten Werke. Von Hector Hyppolite, den der französische Schriftsteller und Dichter André Breton als einen der Meister der haitianischen Malerei bezeichnete, besitzt das Museum unter anderem das bekannte Le Dieu tout puissant und La femme aux oiseaux.
Von Philomé Obin, dem Gründer der „Schule vom Cap“ (Ecole du Cap [Haitien]), der für seine historischen Gemälde bekannt ist, gibt es La cruxifixion de Charlemagne Péralte und La liberté en marche. Auch Werke seines Bruders, Senèque Obin, dessen vier Porträts der „Väter der Nation“ im Pariser Louvre ausgestellt sind, sind zu sehen.
Philomé Obin, Rigaud Benoit, Wilson Bigaud und Castera Bazile sind einige der Künstler, die die wertvollen Wandmalereien in der Kathedrale der Heiligen Dreifaltigkeit in Port-au-Prince geschaffen haben. Ihre Werke sind auch Teil der wertvollen Sammlung des Museums, insbesondere Wilson Bigauds Le paradis terrestre, das als ein Meisterwerk der Volkskunst überhaupt gilt.
Mehrere Künstler der Schule von Saint Soleil, darunter Louisiane Saint Fleurant, Levoi Exil und Prospère Pierre-Louis, sind ebenfalls vertreten. Die Schule von Saint Soleil wurde von Jean-Claude Garoute gegründet. Ihr Bestehen veranlasste den französischen Romancier und Kunsttheoretiker André Malraux, Haiti als „eine Nation von Malern“ zu bezeichnen. Die Sammlung enthält mehrere Werke von Préfète Duffaut (unter anderem Ville imaginaire und La Vierge miracle), der im Dictionary of Surrealism als einer der Meister des Genres gewürdigt wird.
Schon früh erwarb das Museum of Modern Art (MOMA) in New York eines der Gemälde von Jacques Anguerrand Gourgue, dessen Werke L’enfer und Nature morte im Musée d’Art Haitien zu sehen sind.
Werke von Lucien Price, dem Begründer der abstrakten Kunst in Haiti, und einige der ersten Gemälde von Dieudonné Cédor, einem der haitianischen Meister, sind Teile der Ausstellung. Auch Antonio Joseph, Roland Dorcely, Bernard Séjourné, Rosemarie Des Ruisseaux, Robert St. Brice, Jean René Jérome, Luckner Lazard, Philippe Dodard und Mario Benjamin sind mit Werken vertreten.
Die Bildhauerei ergänzt mit Werken von Patrick Vilaire (wissenschaftlicher Mitarbeiter der Smithsonian Institution), Ludovic Booz, André Liautaud (Begründer der Kunstform, die ausgediente Ölfässer als Material nutzt), Georges Dimanche und Serge Jolimeau die Sammlung.
Die meisten dieser Werke wurden in Ausstellungen auf der ganzen Welt gezeigt, in Katalogen und Kunstpublikationen aufgeführt und in großen Museen wie dem Louvre in Frankreich, dem Brooklyn Museum of Art und dem MOMA in den Vereinigten Staaten ausgestellt.

## Bedeutung
Zusammen mit der Kathedrale der Heiligen Dreifaltigkeit war das Musée d’Art Haitien vor dem Erdbeben im Jahr 2010 nicht nur eine Attraktion für Kunstliebhaber, sondern auch ein Ort, an dem Schüler und Studenten in Workshops und Vorträgen in die haitianische Kunst eingeführt wurden.
Abgesehen von kommerziellen Galerien, deren Zweck der Verkauf von Kunst ist, ist das Musée d’Art Haitien der einzige Ort, an dem die haitianische Bevölkerung die besondere, vielfältig ausgeprägte Kunst des Landes erfahren kann.